# Gordon O’Connor

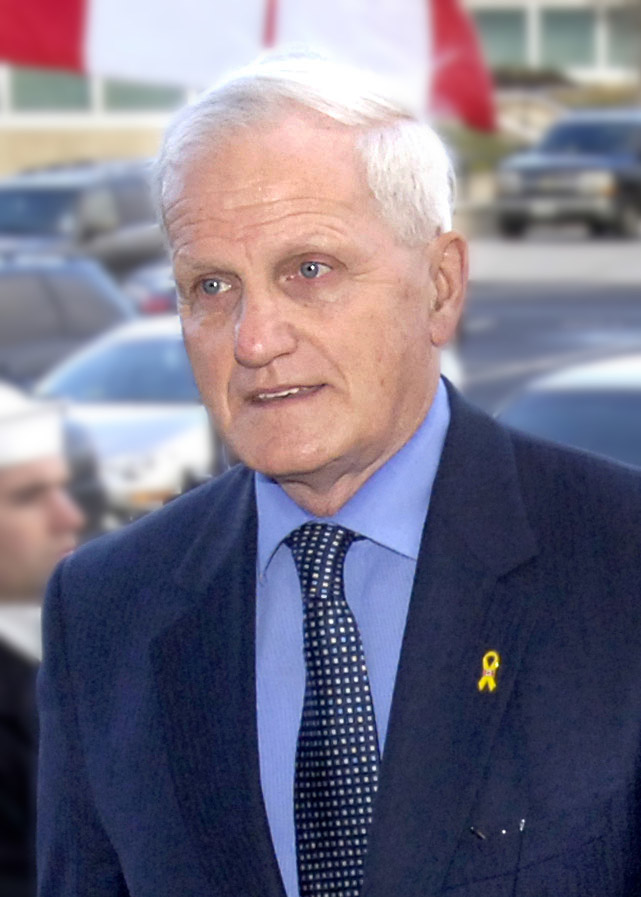
Gordon O’Connor (2007)

Gordon James O’Connor (* 18. Mai 1939 in Toronto, Ontario) ist ein ehemaliger Brigadegeneral der Kanadischen Streitkräfte sowie Politiker der Konservativen Partei Kanadas.

## Leben
Nach dem Schulbesuch studierte O’Connor zunächst Mathematik an der Concordia University in Montreal und schloss dieses Studium mit einem Bachelor of Science (B.Sc. Mathematics) ab. Ein anschließendes postgraduales Studium der Philosophie an der York University in Toronto beendete er mit einem Bachelor of Arts (B.A. Philosophy). Danach trat er in den Militärdienst ein und stieg während seiner dreißigjährigen Dienstzeit zum Brigadegeneral im Canadian Forces Land Force Command auf.
Nach Beendigung seiner aktiven Dienstzeit wechselte O’Connor in die Privatwirtschaft und war zunächst von 1996 bis 2004 Lobbyist von BAE Systems, dem zweitgrößten Rüstungskonzern der Welt, sowie zugleich von 1996 bis 2001 von General Dynamics. Darüber hinaus war er Seniorpartner der PR-Agentur Hill & Knowlton.
2004 wurde O’Connor als Kandidat der Konservativen Partei Kanadas erstmals zum Mitglied des Unterhauses gewählt und vertrat zunächst den Wahlkreis Carleton/Lanark. Bei der Unterhauswahl vom 23. Januar 2006 wurde er schließlich für den Wahlkreis Carleton/Mississippi Mills erneut in das Unterhaus gewählt.
Unmittelbar nach der Wahl, am 6. Februar 2006, berief Premierminister Stephen Harper O’Connor als Minister für Nationale Verteidigung in sein Kabinett. Bei einer Regierungsumbildung am 14. August 2007 wurde er von Peter MacKay in diesem Amt abgelöst, woraufhin er das Amt des Ministers für Nationale Einkünfte übernahm, das er bis zum 29. Oktober 2008 bekleidete. Seither ist er Staatsminister und Parlamentarischer Geschäftsführer (Chief Government Whip) der Regierungsfraktion im Unterhaus.